# Acrida turrita
Espèce
Acrida turrita est une espèce de criquets phytophages présente au Maghreb et dans plusieurs régions autour de la Méditerranée.

## Taxonomie
Le nom vernaculaire de truxale corse est parfois employé pour désigner l'espèce.
- Synonyme : Gryllus turrita Linnaeus, 1758 - protonyme[2].

## Description
C’est un criquet élancé de 30 à 60 mm de long. De couleur variable, on le reconnait à sa tête allongée ornée de deux yeux situés au sommet. Ses antennes, ensiformes, sont larges à la base et se terminent en pointe.

## Habitat
La population n’est jamais abondante. L’espèce fréquente la végétation herbacée et les cultures des milieux semi-arides de plaine et moyenne altitude (1 200 m).

## Distribution
L'espèce est présente du Maroc à la Tunisie. En Europe, elle est signalée en Sicile, en Crète, en Albanie, en Ukraine, en Moldavie, mais également en Corse.

## Confusions possibles
- Autres espèces du genre Acrida en particulier Acrida ungarica. La distinction entre les deux espèces se fait au niveau du sillon typique : celui-ci est positionné à l’arrière du milieu du pronotum chez Acrida turrita et à l’avant chez l'Acrida ungarica[1].